# Krydse Rubicon
Udtrykket "at krydse Rubicon" er et idiom, der betyder "passerer et point of no return". Udtrykkets betydning kommer fra Julius Cæsars krydsning af floden Rubicon i begyndelsen af januar 49 f.Kr. Den nøjagtige dato er ukendt, men forskere placerer normalt begivenheden til at have fundet sted om natten mellem den 10. og 11. januar baseret på den hastighed, som budbringere kunne rejse med på daværende tidspunkt. Det hævdes ofte, at Cæsars krydsning af floden udløste Cæsars borgerkrig; dog havde Cæsars styrker allerede krydset ind i romersk Italien og besat Ariminum dagen før. Rubicon-floden adskilte på daværende romersk Italien og det Cisalpine Gallien, hvor byen Ariminum lå lidt syd for Rubicon-floden (dermed en del af romersk Italien).
Den borgerkrigen, som krydsningen af Rubicon-floden afstedkom, ledte i sidste ende til, at Cæsar blev udnævnt til diktator for livet (diktator perpetuo).
Cæsar var i 58 f.Kr. blevet udnævnt til guvernør over tre romerske provinser: Cisalpine Gallien, Transalpine Gallien og Illyricum. Da hans guvernørperiode sluttede, beordrede Senatet ham til at opløse sin hær og vende tilbage til Rom. Da det var ulovligt at bringe hære ind i romersk Italien (hvis nordlige grænse var markeret af Rubicon-floden), var hans krydsning af floden under våben ensbetydende med opstand, forræderi og en krigserklæring mod staten. I henhold til nogle forfattere sagde Cæsar sætningen alea iacta est ("terningen er blevet kastet"), inden han krydsede floden.

## Historie
Under den sene romerske republik markerede floden Rubicon grænsen mellem den romerske provins Cisalpine Gallien mod nordøst og det egentlige romerske Italien (kontrolleret direkte af Rom og dets allierede) mod syd. På den nordvestlige side var grænsen markeret af floden Arno, som var en meget bredere og vigtigere flod, der løb vestpå fra Appenninerne (dens udspring er ikke langt fra Rubicons kilde) ind i Det Tyrrhenske Hav.
Guvernører i romerske provinser blev udpeget til promagistrater (prokunsuler) og fik tildelt imperium ("ret til at befale") i en eller flere provinser. Guvernørerne tjente derefter som generaler for den romerske hær inden for det område, som de regerede. Romersk lov specificerede, at kun de valgte magistrater (konsuler og prætorer) kunne holde imperium i romersk Italien. Enhver magistrat, der begav sig ind i romersk Italien med sine tropper, opgav sit imperium og havde derfor ikke længere (lovligt) ret til at kommandere nogle tropper.
At udøve imperium, når loven ikke tilladte det, var en dødsforbrydelse. Desuden var det en dødsforbrydelse at adlyde kommandoer fra en general, der ikke lovligt besad imperium. Hvis en general gik ind i romersk Italien under kommando af en hær, blev både generalen og hans soldater fredløse og blev automatisk dømt til døden. Generaler var således forpligtet til at opløse deres hære, før de gik ind i romersk Italien.

## Julius Cæsar
I januar 49 f.Kr. førte Gajus Julius Cæsar en enkelt legion, Legio XIII, sydpå over Rubicon fra Cisalpine Gallien til romersk Italien for at begive sig mod Rom. Dermed brød han overlagt loven om imperium og gjorde væbnet konflikt uundgåelig. Den romerske historiker Sveton skildrer Cæsar som ubeslutsom, da han nærmede sig floden og tilskriver krydsningen en overnaturlig åbenbaring. Det blev rapporteret, at Cæsar spiste middag med Sallust, Hirtius, Oppius, Lucius Balbus og Sulpicus Rufus natten efter hans berømte krydsning ind i romersk Italien den 10. januar. Begivenheden repræsentere ét dramatisk øjeblik i litterære fortællinger, selvom betydningen af anekdoten undermineres noget af, at Cæsars styrker allerede havde krydset ind i romersk Italien dagen forinden. Da Cæsar selv passeret ind i romersk Italien var krigen allerede begyndt, idet hans legat, Quintus Hortensius, besatte og indtog den italienske by Ariminum.
I henhold til Sveton sagde Cæsar den berømte sætning ālea iacta est ("terningen er blevet kastet"). Udtrykket "at krydse Rubicon" har overlevet og henviser i dag til enhver person eller gruppe, der forpligter sig til en risikabel eller revolutionær handling – svarende til den sætningen "at passere point of no return". Cæsars beslutning om at handle hurtigt tvang Pompejus, konsulerne og en stor del af det romerske Senat til at flygte fra Rom.

## Eksterne links
- "Rubico" på Livius.org Arkiveret 2012-12-22 hos  Wayback Machine </link>
- Rubicon på Reference.com